# Ста
Ста (на букмол: Stad; на нюношк: Stad) е полуостров в Норвежко море. Намира се в западната част на Норвегия, край селището Селе. Известен е с много лошото си време през зимата, като там са измерени едни от най-високите скорости на вятъра в страната.